# Shimao International Center Office Tower
La Shimao International Center Office Tower est un gratte-ciel de 273 mètres construit en 2013 à Fuzhou en Chine. 